# General Emilio Aguinaldo
General Emilio Aguinaldo é um município de  quinta classe de renda municipal (d) na província Cavite, nas Filipinas. De acordo com o censo de 1 de maio  de  2020 possui uma população de 23 973 pessoas e 5 323 domicílios.